# Campionat del món d'handbol masculí de 1938
El primer Campionat Mundial d'Handbol Masculí se celebrà a Alemanya entre el 5 i el 6 de febrer de 1938 sota l'organització de la Federació Internacional d'Handbol (IHF) i la Federació Alemanya d'Handbol.

## Grup únic
| Equip     | Pts | PJ | PG | PE | PP | GF | GC | DIF |
| --------- | --- | -- | -- | -- | -- | -- | -- | --- |
| Alemanya  | 6   | 3  | 3  | 0  | 0  | 23 | 9  | +14 |
| Àustria   | 4   | 3  | 2  | 0  | 1  | 16 | 11 | +5  |
| Suècia    | 2   | 3  | 1  | 0  | 2  | 8  | 13 | -5  |
| Dinamarca | 0   | 3  | 0  | 0  | 3  | 6  | 20 | -14 |

## Resultats
| Data          | Equip 1  | Resultat | Equip 2   |
| ------------- | -------- | -------- | --------- |
| 5 febrer 1938 | Alemanya | 11-3     | Dinamarca |
| 5 febrer 1938 | Suècia   | 2-1      | Dinamarca |
| 5 febrer 1938 | Alemanya | 7-2      | Suècia    |
| 6 febrer 1938 | Àustria  | 5-4      | Suècia    |
| 6 febrer 1938 | Alemanya | 5-4      | Àustria   |
| 6 febrer 1938 | Àustria  | 7-2      | Dinamarca |

## Medallistes
| Or | Argent | Bronze | Quart |
| Alemanya | Àustria | Suècia | Dinamarca |
| Karl Herbolzheimer Herbert Scmidt Gerard Brüntgens Walter Homke Hans Keiter Kurt Lubenow Kurt Mahnkopf Hans Obermark Günther Ortmann Gerd Schauer Will Steininger Hans Theilig Adolar Woczinski Philipp Zimmermann | Franz Axmann Otto Cerny Hans Houschka Zdenko Kucera Robert Leu Otto Licha Ferdinand Mantler Anton Perwein Alfred Schmalzer Alois Schnabel Rudolf Tauscher Jaroslav Volak Leopold Woh | Sven Åblad Torsten Andersson Erik Floberg Åke Forslund Stig Hjortsberg Sture Hultberg Åke Kallerdahl Yngve Lamberg Roland Nilsson Allan Rollander Sigfrid Schonning Tage Sjöberg Gustaf Adolf Thoren | Arne Pedersen Carl Muschner Leif Nielsen Walter Madsen Egon Sørensen Svend Aage Madsen Kai Piasecki Ove Jørner Holger Christensen Egon Sander |
| Otto Kaundinya (Entrenador) | Wilhelm Tolar (Entrenador) | Herbert Johansson (Entrenador) | Aksel Pedersen (Entrenador) |